# Leoni kapu
A Leoni kapu (olaszul Porta Leoni) az ókori Verona egyik fennmaradt kapuja, amelyet a Római Köztársaság építtetett, majd a császárság korában felújították. Az út, amelyet őrzött, Bologna és Aquileia felé vezetett Veronából.
A kapu eredeti római neve ismeretlen. A középkorban San Fermo-kapunak (olaszul Porta San Fermo) nevezték a közelben álló templom után. A reneszánsz időkben az Arco di Valerio nevet kapta. A mostani név egy római sírra utal, amelyet két oroszlánnal (olaszul leoni) díszítettek. A sírt azóta a közeli Navi hídhoz helyezték át.
A kapu alaprajza négyzet volt, két tornya a város előtti területre nézett. Ma már csak a belső homlokzat fele van meg, amelyet a császárság idején fehér kővel borítottak, a Borsari kapuhoz hasonlóan. Az eredeti díszítés elveszett.

## Fordítás
- Ez a szócikk részben vagy egészben  a   Porta Leoni című angol Wikipédia-szócikk ezen változatának fordításán alapul.  Az eredeti cikk szerkesztőit annak laptörténete sorolja fel. Ez a jelzés csupán a megfogalmazás eredetét és a szerzői jogokat jelzi, nem szolgál a cikkben szereplő információk forrásmegjelöléseként.